# Berengar Laurer

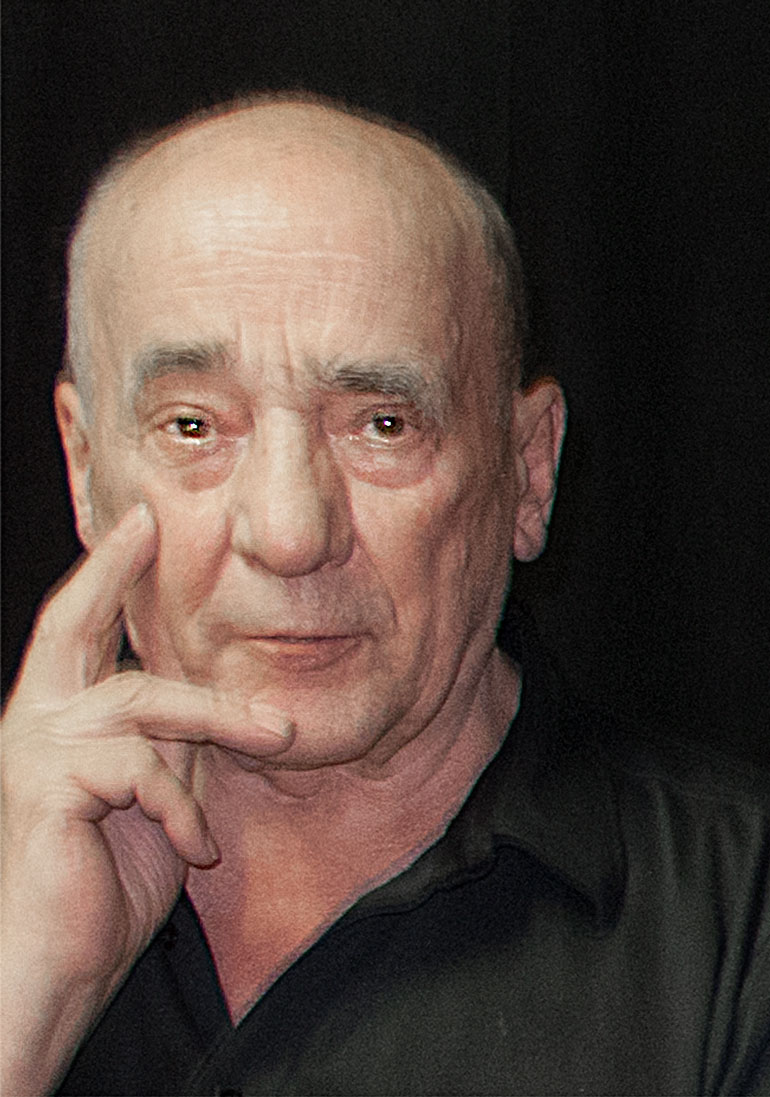
Berengar Laurer (2013)

Berengar Laurer (* 26. November 1938 in Nürnberg; † 21. Oktober 2018 in München) war ein deutscher Künstler.

## Leben
Von 1959 bis 1963 studierte Berengar Laurer an der Staatlichen Akademie der Bildenden Künste Stuttgart und der Akademie der Bildenden Künste München.
Von 1970 bis 2018 lebte und arbeitete er als Maler, Zeichner und Kunsttheoretiker in München.

## Werk
Im Mittelpunkt seiner Arbeit stand das Thema: Partikelchen und Methode.
Unter „Partikelchen“ verstand er die Menge kleiner Eindrücke, die auf den Menschen stetig eintreffen; und in seiner Arbeit ging es ihm darum, dieser Flut von ungeordneten Informationen zu begegnen. Als Methode seiner Auseinandersetzung mit den „Partikelchen“ dienten ihm Zeichnung, Malerei und Künstlerbücher.

## Ausstellungen (Auswahl)
- 1981 Susis beste Freundin Inge, Susis beste Freundin Ruth Städtische Galerie im Lenbachhaus, München
- 1993 Überblick Krähe, Kunstbetrieb Helga Kohmann, Zorneding.
- 2003 Fächerbild, Überbild Galerie Stella A, Berlin
- 2018 oder, so darf man sagen, Fächerbild-Überbild oder, so darf man sagen, methodisch was oder, so darf man sagen, ... Galerie Atelier Soldina, Berlin

## Künstlerbücher, Publikationen, Kataloge (Auswahl)
- 1972 Verschiedenes – Mehreres, Einiges, Einzelnes Foto, Zeichnung, Text, Walter Zürcher Verlag, Bern.
- 1978 Die zehn braven Kunstwünschlein 2. Fassung, Eigenverlag.
- 1980 Aber auch Zeichen und Zeichenlegende, vier Bücher: bedeutete 1, bedeutete 2, ein Zeichen für Feuer, Frühstück im Grünen. Die Akademie Truthahn mit Verlaub München, limitierte Auflage.
- 1980 Zeichen und Zeichenlegende, Sprüchlein und Kommentar, bedeutete, Die Akademie Truthan mit Verlaub
- 1981 Der Polysmus Oder alle Stile sind falsch mit Christine Häuser, Jutta Laurer, Verlag Hubert Kretschmer.
- 2009–2017  so viele Heft 04, 06, 08, 13,  17, 38, 43, 50.  icon Verlag Hubert Kretschmer